# سلاتینو (استان کیوستندیل)
سلاتینو (به بلغاری: Slatino) یک منطقهٔ مسکونی در بلغارستان است که در شهرستان بوبوشفو واقع شده‌است.
 سلاتینو ۱۲٫۲۷۳ کیلومتر مربع مساحت و ۴۱۷ نفر جمعیت دارد و ۴۳۰ متر بالاتر از سطح دریا واقع شده‌است.